# Wilhelm von Geyso
Wilhelm Karl August Amalius Freiherr von Geyso (* 8. Oktober 1800 in Roßdorf im Landkreis Marburg-Biedenkopf; † 12. Juli 1871 in Fulda) war Kammerherr im Herzogtum Sachsen-Meiningen und Mitglied der kurhessischen Ständeversammlung.

## Leben

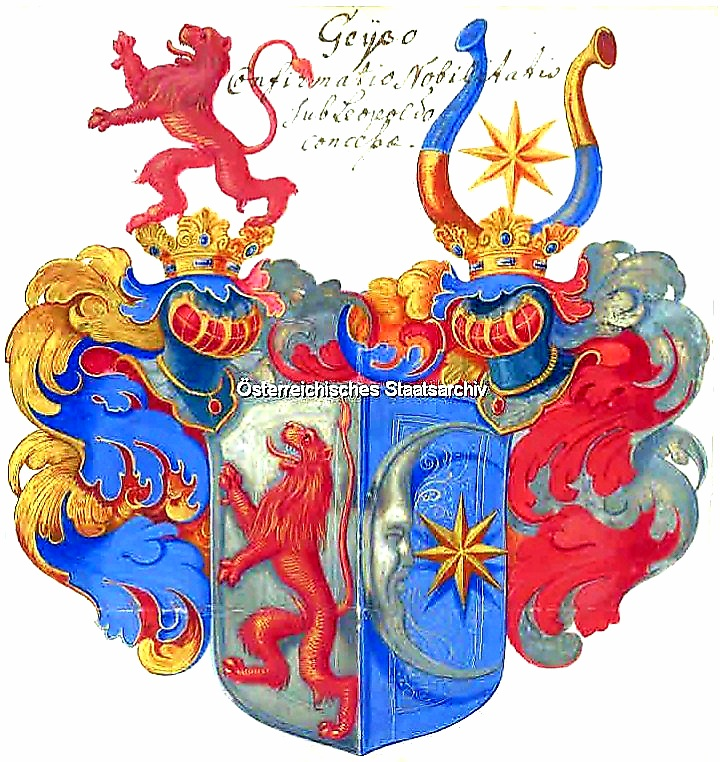
Wappen derer von Geyso

Wilhelm von Geyso entstammte dem zur fränkischen Reichsritterschaft gehörenden Geschlecht Geyso. Sein Altgroßvater Johann von Geyso erwarb 1653 das Geyso-Schloss Mansbach, das fortan den Familiensitz bildete. Er war ein Sohn des hessischen Hauptmanns Ludwig von Geyso (1758–1820)  und dessen Ehefrau Sophie Freiin von Müller zu Lengsfeld (1765–1816).
Sein jüngerer Bruder Franz war hessischer Offizier und Landtagsabgeordneter.

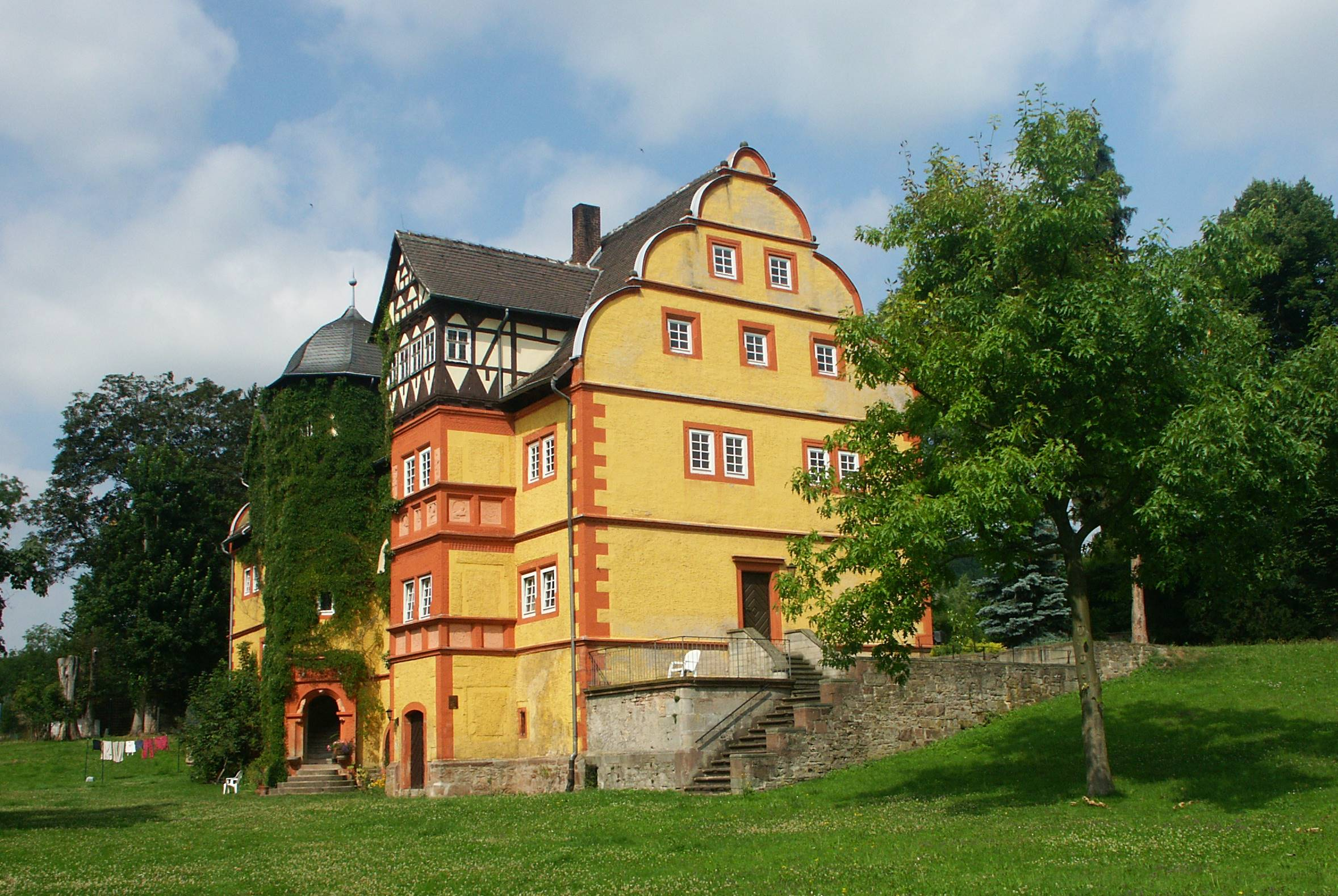
Geyso-Schloss Mansbach, Wohnsitz der Familie Geyso

Er war zunächst als Kammerjunker in Wenigentaft im Wartburgkreis tätig und wurde später Kammerherr beim Landesherrn im Herzogtum Sachsen-Meiningen. In dieser Funktion oblagen ihm Sekretärsdienste (Organisation von Privataudienzen) oder die Entgegennahme von Bittschriften.
Von 1839 bis 1849 hatte er als Vertreter des fuldischen Adels einen Sitz in der kurhessischen Ständeversammlung.
Am 7. Dezember 1867 fand sein Freiherrenstand Anerkennung durch die Regierung des Herzogtums Sachsen-Meiningen.

### Familie
Am 25. Juli 1826 heiratete er in Fulda Marie Anna Freiin von Warnsdorf. Aus der Ehe sind die Kinder Marie (* 1827), Heino Christian (* 1829), Mathilde (* 1835), Wilhelm (* 1839) und Rudolf (* 1850) hervorgegangen.